# Otto Koennecke
Otto Könnecke, ou Koennecke (20 de Dezembro de 1892 – 25 de Janeiro de 1956) foi um piloto alemão durante a Primeira Guerra Mundial. Abateu 35 aeronaves inimigas, o que fez dele um ás da aviação. Foi um de apenas cinco pilotos a receber a mais altas condecorações alemãs como piloto e soldado. Foi um dos pilotos fundadores da Deutsche Luft Hansa e contribuiu para a criação da Luftwaffe.